# فروغارولو
فروغارولو (بالإيطالية: Frugarolo)‏ هي بلدية في مقاطعة ألساندريا في إقليم بييمونتي في إيطاليا.

## السكان
في سنة 1861 بلغ عدد السكان 1٬865 نسمة، وتطور العدد ليصل في سنة 2011 لـ 2٬012 نسمة.
يظهر هذا المخطط البياني تطور النمو السكاني لـ فروغارولو

## أعلام
- ليلا لومباردي